# Kulpahar
Kulpahar (hindî : कुलपहाड़) est une ville de l'État de l'Uttar Pradesh, dans le district de Mahoba. Jusqu'au 11 février 1995, Kulpahar était un tehsil du district d'Hamirpur. C'est aujourd'hui la plus grande subdivision de l'Uttar Pradesh.
Kulpahar est principalement connue pour ses richesses archéologiques datant de la dynastie Chandela.

## Géographie
Kulpahar est située à une altitude de 240 mètres sur la route nationale 76 se reliant Pindwara (Rajasthan) à Allâhâbâd, à proximité de Khajurâho et d'autres endroits historiques comme Mahoba, Charkhârî, Kalinjar, Orchhâ et Jhansi.

### Climat
- Été : Maximum 43°C - Minimum 20°C
- Hiver : Maximum 25°C - Minimum 2°C
- Précipitations : 660 millimètres (juin à septembre)

## Économie

### Extraction dugranit
Les sous-sols de Kulpahar sont essentiellement constitués de granit gris, rose, rouge et noir dolérite. Dans la nomenclature géologique, ces granites peuvent être classifiés sur la base de leur couleur, de leur taille et de la texture de leur grain. Les roches sont généralement brutes moyennes à granuleuses très brutes, et de couleurs variées. La moitié des secteurs identifiés jusqu'ici semblent être appropriés pour extraire des blocs de deux mètres cubes à partir des affleurements extérieurs. Le granit rouge feldspath avec inclusions de teinte blanche et bleuâtre dues au quartz est devenu tout à fait populaire sur les marchés internationaux et locaux, durant ces dix dernières années.

### Transports

#### Air
Kulpahar est desservi par l'aéroport de Khajurâho qui est accessible depuis New Delhi, Vârânasî et Âgrâ. Les autres aéroports à proximité sont Kanpur (180 kilomètres) et Lucknow (250 kilomètres).

#### Route
Outre la route nationale 76, la route 74 relie Kulpahar à Kanpur. Kulpahar possède une gare routière et une gare d'approvisionnements à différents itinéraires. Taxis, rickshaws et tempos sont disponibles pour le transport local. Mais la méthode la meilleur marché et la plus efficace est le tonga.

#### Train
Kulpahar est une station de la zone centrale du nord du chemin de fer, et est reliée par chemin de fer à toutes les villes principales, à savoir, Kolkata, New Delhi, Mumbai, Jhansi, Varanasi, Âgrâ, Gwâlior, Jabalpur, Gaya, Mathura et Allâhâbâd.

## Histoire
Principauté du Raj britannique, Kulpahar a été fondée en 1700 par Senapati, un Rajput Bundelâ fils de Raja Jagat Raj de Jaitpur et petit-fils du mahârâja Chhatrasa.
Kulpahar a été capturée par les Britanniques en 1804, et est devenue la principauté du Bundelkhand. Son responsable a résidé dans la ville de Nowgong du Madhya Pradesh.

## Lieux et monuments
Cette ville dispose de reliques, de temples et de réservoirs de la dynastie Chandela.

### Emplacements archéologiques
Il existe plusieurs sites archéologiques du Xe siècle, parmi lesquels :
- le Senapati Mahal
- la forteresse de Senapati
- le Raja ka tal
- le lac Belasagar
- le temple de la période Chandela près des villages de Rawatpura, Salat et Akona
- Le fort de Kulpahar, situé sur une colline raide, domine à plus de 244 m d'altitude, et contient des ruines de sculptures minutieusement découpées.